# Rosyjski Kościół Prawosławny

Monogram Patriarchy Moskiewskiego i całej Rusi, Cyryla

Rosyjski Kościół Prawosławny – autokefaliczny Kościół prawosławny działający na terytorium Rosji i większości państw byłego ZSRR (poza Gruzją), największa pod względem liczby wiernych lokalna Cerkiew prawosławna. Jej zwierzchnik nosi tytuł patriarchy moskiewskiego i całej Rusi; od 2009 r. urząd ten sprawuje Cyryl.
Pierwsza chrześcijańska metropolia obrządku wschodniego na ziemiach wschodniosłowiańskich powstała wraz z chrztem Rusi Kijowskiej. Wskutek najazdu mongolskiego na Ruś Kijowską i zniszczenia samego Kijowa w 1299 metropolita Maksym przeniósł swoją siedzibę do Włodzimierza nad Klaźmą, następnie została ona przeniesiona do Moskwy. W 1448 metropolia moskiewska jednostronnie ogłosiła niezależność od Patriarchatu Konstantynopolitańskiego. Jej autokefalia została przez Konstantynopol potwierdzona w 1589 r. wraz z nadaniem rangi patriarchatu. W połowie XVII w. w Rosyjskim Kościele Prawosławnym doszło do rozłamu wskutek odrzucenia przez część duchowieństwa i wiernych reformy liturgicznej patriarchy Nikona (jej przeciwnicy nazywani są staroobrzędowcami). W 1721 r. Piotr I zniósł patriarchat moskiewski, powołując do życia Świątobliwy Synod Rządzący kierowany przez świeckiego oberprokuratora, co oznaczało całkowite podporządkowanie Kościoła państwu. Niezależność Cerkiew odzyskała po rewolucji lutowej i obaleniu caratu w marcu 1917 r. (wkrótce odtworzono też patriarchat), lecz natychmiast po przewrocie bolszewickim (rewolucji październikowej) została poddana zmasowanym prześladowaniom przez władze radzieckie, które poprzez masowe aresztowania duchownych, konfiskatę majątków cerkiewnych (w tym instrumentów liturgicznych i ikon), zamykanie i burzenie cerkwi i represje wobec wiernych doprowadziły na przełomie lat 20/30. XX wieku do faktycznego sparaliżowania działalności Cerkwi. Rosyjski Kościół Prawosławny odbudował swoje struktury za zgodą władzy sowieckiej po 1943 roku, a w pełni po rozpadzie ZSRR w 1991 r., jednak faktyczne uczestnictwo osób deklarujących przynależność do niego w obrzędach cerkiewnych nadal jest niewielkie.
Zwierzchnicy Rosyjskiego Kościoła Prawosławnego aktywnie wspierają rosyjską agresję na Ukrainę i uzasadniają ją ideologicznie. Niektórzy duchowni RKP święcili m.in. pomniki Józefa Stalina. Propagowana przez rosyjską cerkiew ideologia „russkogo mira” została potępiona przez patriarchat Konstantynopola.

## Historia

### Podział prawosławia Rusi Kijowskiej i pierwszy Patriarchat Moskiewski
Wskutek najazdu mongolskiego na Ruś Kijowską i zniszczenia samego Kijowa prawosławie Rusi Kijowskiej rozdzieliło się na trzy ośrodki: halicki, litewski i we Włodzimierzu nad Klaźmą, przy czym wszystkie te ośrodki uważały się za kontynuatora metropolii kijowskiej. W 1299 metropolita Maksym przeniósł swoją siedzibę do Włodzimierza nad Klaźmą. W I połowie XIV w. Moskwa stała się siedzibą metropolii. W 1448 Kościół ten jednostronnie ogłosił swoją niezależność od Patriarchatu Konstantynopolitańskiego, zaczął samodzielnie dokonywać wyboru i intronizacji metropolitów moskiewskich, zaś metropolita Jonasz przybrał tytuł metropolity moskiewskiego i całej Rusi. Działo się to zaledwie na 5 lat przed upadkiem Konstantynopola, toteż Moskwa po jego upadku zaczęła uzurpować sobie prawo bycia sukcesorką jego tradycji, określając się jako Trzeci Rzym.
W 1589 metropolita Hiob ogłosił się patriarchą Moskwy i całej Rusi, co zostało potwierdzone przez patriarchę konstantynopolitańskiego. W Rosyjskim Kościele Prawosławnym, zajmuje on piąte miejsce w dyptychu Kościołów prawosławnych, tuż po czterech patriarchatach starożytnych. W ciągu następnych lat wraz z osłabianiem się potęgi domu carskiego patriarchowie (zwłaszcza Hermogen i Filaret) stali się wpływowymi figurami w państwie. Sobór moskiewski w 1620 uznał oficjalnie katolików za niechrześcijan i orzekł, że należy ich chrzcić na nowo.
W 1652 patriarcha Nikon wprowadził reformy liturgiczne mające upodobnić cerkiewne obrzędy do tych używanych w prawosławiu greckim. Sprzeciw wobec tych reform leży u podstaw powstania Cerkwi staroobrzędowej.
Na mocy umowy z Konstantynopolem z 1686 r. Kościół prawosławny na terenach dzisiejszych Ukrainy i Białorusi podporządkowany został patriarchatowi w Moskwie. Terytorium metropolii kijowskiej zostało oddane przez Patriarchat Konstantynopolitański pod jurysdykcję kanoniczną patriarchatu moskiewskiego listem synodalnym patriarchatu konstantynopolitańskiego w 1686, wydanym po traktacie Grzymułtowskiego, który to list patriarcha Konstantynopola Bartłomiej anulował 11 października 2018 r.
Traktat Grzymułtowskiego i poddanie metropolii kijowskiej jurysdykcji kanonicznej patriarchatu moskiewskiego pozwalały Rosji na instrumentalne interwencje Katarzyny II w kwestie wyznaniowe w przedrozbiorowej Rzeczypospolitej.

### Prawosławie w imperium rosyjskim
W 1721 funkcja patriarchy została zawieszona, a najwyższą władzą Kościoła stał się Świątobliwy Synod Rządzący, co całkowicie uzależniało cerkiew od władzy carskiej.
Wraz z likwidacją Hetmanatu, który zachowywał długo swoją autonomię i oryginalną kulturę związaną z barokiem oraz rozbiorami Rzeczypospolitej większość zachodnioeuropejskiego prawosławia znalazła się w cesarstwie rosyjskim.
Polityka caratu w sprawach Kościoła prawosławnego służyła m.in. rusyfikacji ziem ukraińskich. W kolejnych latach różnice liturgiczne między metropolią kijowską a innymi eparchiami Rosyjskiego Kościoła Prawosławnego były stopniowo likwidowane, ryt unifikowano według wzorca moskiewskiego. Metropolia kijowska straciła również szczególną autonomię administracyjną.
Wyrazem rusyfikacji był m.in. nakaz budowy cerkwi w stylach moskiewsko-jarosławskim lub neobizantyńskim, co miało ujednolicić prawosławną architekturę cerkiewną w całym imperium.
W 1914 Kościół posiadał 55 173 cerkwie i 550 monasterów. Posługę duchową niosło prawie 113 629 księży, oraz 95 259 mnichów.

### Rosyjska Cerkiew prawosławna w RFSRR i ZSRR
Patriarcha Tichon, obrany w 1917 po rewolucji lutowej i obaleniu caratu, po przewrocie bolszewickim (rewolucji październikowej) znalazł się w konflikcie z władzami komunistycznymi z powodu ich otwarcie antyreligijnej polityki. Duchowny wielokrotnie wzywał prawosławnych do obrony wiary przed prześladowaniami. Bezskutecznie domagał się od władz zaprzestania akcji otwarcia relikwii przechowywanych w cerkwiach (1919) i niezamykania ławry Troicko-Siergijewskiej (1920). Do czerwca 1923 przebywał w areszcie domowym, był przygotowywany jego proces pokazowy. Zmarł w marcu 1925.
Represje ze strony władz komunistycznych, zarówno w początkowym okresie istnienia ZSRR, jak i po II wojnie światowej przyniosły znaczną marginalizację roli Kościoła. W 1939 struktury Kościoła znajdowały się w formie szczątkowej, legalnie działało zaledwie kilkaset cerkwi i ani jeden monaster. Po roku 1943 Stalin pozwolił na kontrolowaną przez NKWD/NKGB/KGB odbudowę struktur Kościoła prawosławnego, choć prześladowania wiernych nadal były kontynuowane, podobnie jak za rządów Chruszczowa.

## Okres postsowiecki
Punktem zwrotnym w najnowszej historii Cerkwi był rok 1985, kiedy dzięki odwilży gorbaczowskiej zaniechano represji wobec Kościoła i antyreligijnej propagandy. Wyrazem zmiany polityki władz była organizacja szeroko zakrojonych obchodów tysiąclecia chrztu Rusi w 1988 r. Po raz pierwszy w historii Związku Radzieckiego można było obejrzeć telewizyjne programy poświęcone wydarzeniom kościelnym.
W 1990 został zamordowany ojciec Aleksandr Mień.
Za patriarchatu Aleksego II (1990–2008) dokonano odbudowy wielu wspólnot cerkiewnych, klasztorów i seminariów duchownych. Następcą Aleksego jest patriarcha Cyryl I (rozpoczął misję 1 lutego 2009). Upadek Związku Radzieckiego zastał Kościół w znacznym stopniu osłabionym. Liczba wiernych regularnie uczestniczących w obrzędach jest nadal stosunkowo niewielka. Ocenia się, że ok. 15–20% obywateli Federacji Rosyjskiej uważa się za prawosławnych.
Patriarchat moskiewski i całej Rusi obejmuje dziś swoją jurysdykcją większość parafii prawosławnych na terenie Rosji oraz innych państw byłego ZSRR, jak również część parafii złożonych z emigrantów rosyjskich w innych krajach. Rosyjski Kościół Prawosławny uważany jest za dalece zależny od władz politycznych na Kremlu.
Rosyjski Kościół Prawosławny to największa Cerkiew na świecie, jeśli brać pod uwagę jego administracyjne granice. Kościół posiada:
- 61 metropolii (2021)[12]
- 319 diecezji (2022)[1] – jedynie pewna ich część jest na terytorium Federacji Rosyjskiej
- 29 268 parafii
- 203 biskupów
- 30 670 księży i diakonów
- 829 monasterów
- 87 szkół teologicznych, w tym: 5 akademii duchownych, 3 uniwersytety, 2 instytuty, 38 seminariów, 40 szkół duszpasterskich

Rosyjski Kościół Prawosławny uznaje za swój teren kanoniczny następujące państwa: Rosję, Azerbejdżan, Białoruś, Chińską Republikę Ludową, Estonię, Japonię, Kazachstan, Kirgistan, Litwę, Łotwę, Mołdawię, Mongolię, Tadżykistan, Turkmenistan, Ukrainę i Uzbekistan. Na Białorusi, Łotwie, Ukrainie, w Estonii i Mołdawii jego struktury mają status autonomii o zróżnicowanym charakterze. Pełną autonomię posiadają Cerkwie w Chinach i Japonii. Językiem liturgicznym Cerkwi, podobnie jak w przypadku Kościoła prawosławnego w Polsce, jest język cerkiewnosłowiański. Używa się kalendarza starojuliańskiego. Znaczna część wiernych Patriarchatu Moskiewskiego mieszka poza granicami Federacji Rosyjskiej (głównie na Ukrainie i Białorusi).
Przynależność do Cerkwi deklaruje 59% mieszkańców Rosji, jednak z badań socjologicznych z 2008 wynika, że zaledwie co dziesiąty wierny przychodzi do cerkwi co najmniej raz w miesiącu, co trzeci nigdy się nie modli, a 60% nigdy nie czyta tekstów biblijnych. Tylko 7% wiernych przestrzega nakazów wielkiego postu, a jedynie 2% pości też w inne nakazane dni. Jednocześnie Cerkiew cieszy się dużym zaufaniem wśród Rosjan: ufa jej 62% społeczeństwa.
Rosyjski Kościół Prawosławny uczestniczy w działaniach Globalnego Forum Chrześcijańskiego.
W roku 2022, po napaści Rosji na Ukrainę, Litewski Kościół Prawosławny podjął działania uniezależniające go od patriarchatu moskiewskiego.